# Natri oxalat
Natri oxalat, là muối natri của axit oxalic có công thức hóa học là Na2C2O4. Nó thường gặp dưới dạng bột trắng, tinh thể không mùi và phân hủy ở 250–270 ℃.
Natri oxalat có thể hoạt động như một chất khử, và cũng có thể được dùng như một tiêu chuẩn gốc trong việc chuẩn hóa dung dịch kali pemanganat (KMnO4).
Dạng khoáng vật của natri oxalat là natroxalat. Nó rất hiếm thấy và bị giới hạn trong các pecmatit cực kiềm.

## Điều chế
Natri oxalat có thể được điều chế qua phản ứng trung hoà giữa axit oxalic và NaOH với tỉ lệ axit-base 1:2. Phản ứng nửa trung hòa xảy ra với tỉ lệ 1:1 sẽ tạo ra NaHC2O4.

## Các phản ứng
Natri oxalat được dùng để chuẩn độ dung dịch kali pemanganat. Nhiệt độ của hỗn hợp chuẩn độ nên đặt cao hơn 60 ℃ để đảm bảo chắc chắn tất cả gốc pemanganat phản ứng nhanh chóng. Động học của phản ứng khá phức tạp, và các ion manganat(II) được tạo thành lại làm xúc tác cho các phản ứng tiếp theo giữa pemaganat và axit oxalic (tạo thành trong dung dịch bởi lượng dư axit sunfuric). Phản ứng sau cùng là:
5H2C2O4 + 2KMnO4 + 3H2SO4 → K2SO4 + 2MnSO4 + 10CO2↑ + 8H2O

## Tính hoạt động sinh hóa
Giống như các muối oxalat khác, natri oxalat là một chất độc đối với người. Nó có thể gây bỏng ở miệng, họng và dạ dày, nôn ra máu, đau đầu, chuột rút, co giật, hạ huyết áp, suy tim, sốc, hôn mê và có thể dẫn đến tử vong. Liều gây chết trung bình theo đường bụng là 10–15 g (mỗi MSDS).
Natri oxalat, cũng như natri citrat, có thể được dùng để loại thải ion calci (Ca2+) ra khỏi huyết thanh. Nó cũng ngăn máu vón cục. Ghi nhớ rằng bằng cách loại bỏ ion calci khỏi máu, natri oxalat có thể làm suy yếu chức năng não, và để lại calci oxalat ở thận (nguy cơ gây sỏi thận).